# 联合国土著人民权利宣言
《聯合國原住民族權利宣言》（縮寫UNDRIP）是由联合国大会於2007年9月13日通过的一项关于原住民族权利问题的決議。
雖然宣言不具有國際法的約束力, 卻是處理原住民事務的重要依據, 為消弭對原住民族的權利侵犯,  歧視及邊緣化的重要指標。
宣言內容涵蓋原住民族的個人和集體權利, 以及在文化, 身份, 語言, 工作, 健康, 教育等權利。強調原住民有權維持及強化既有體系, 文化及傳統, 並追求符合民族需求和意願的發展。主張原住民族在與其相關事務的完全參與權, 及保存獨特本體和追求自我經濟, 社會發展目標的權利。並禁止對原住民族的歧視。
宣言的目標是讓各國政府能與原住民族共同處理關於開發, 多元文化, 和地方分權的問題。
美国、澳大利亚、加拿大和新西兰对此決議投反对票。目前四个反对国——澳洲(2009)、加拿大 (2010)、紐西蘭(2010)、美国（2011）均已認可并支持此宣言。

## 表决
以下的国家投了赞成票：（其中一些国家当时的国旗或政权可能与现在不同）
- 阿富汗
- 阿尔巴尼亚
- 阿尔及利亚
- 安道尔
- 安哥拉
- 安地卡及巴布達
- 阿根廷
- 亞美尼亞
- 奥地利
- 巴哈马
- 巴林
- 白俄羅斯
- 比利时
- 玻利维亚
- 巴西
- 保加利亚
- 布吉納法索
- 柬埔寨
- 喀麦隆
- 中非
- 智利
- 中国
- 古巴
- 賽普勒斯
- 捷克
- 刚果民主共和国
- 丹麦
- 多米尼克
- 埃及
- 薩爾瓦多
- 爱沙尼亚
- 芬兰
- 法國
- 加彭
- 希腊
- 几内亚
- 海地
- 匈牙利
- 冰島
- 印度
- 印度尼西亞
- 伊朗
- 伊拉克
- 爱尔兰
- 義大利
- 牙买加
- 日本
- 约旦
- 科威特
- 拉脫維亞
- 黎巴嫩
- 賴索托
- 利比里亚
- 列支敦斯登
- 立陶宛
- 盧森堡
- 马达加斯加
- 马拉维
- 马来西亚
- 馬爾地夫
- 馬爾他
- 模里西斯
- 墨西哥
- 密克羅尼西亞聯邦
- 摩尔多瓦
- 摩納哥
- 蒙古国
- 莫桑比克
- 緬甸
- 纳米比亚
- 尼泊尔
- 荷蘭
- 尼加拉瓜
- 尼日尔
- 挪威
- 阿曼
- 巴基斯坦
- 巴拿马
- 巴拉圭
- 秘魯
- 菲律賓
- 波蘭
- 葡萄牙
- 圣卢西亚
- 圣马力诺
- 沙烏地阿拉伯
- 塞内加尔
- 塞爾維亞
- 新加坡
- 斯洛伐克
- 斯洛維尼亞
- 南非
- 西班牙
- 斯里蘭卡
- 苏丹
- 苏里南
- 瑞典
- 瑞士
- 叙利亚
- 泰國
- 马其顿
- 东帝汶
- 千里達及托巴哥
- 突尼西亞
- 土耳其
- 阿联酋
- 英国
- 坦桑尼亚
- 乌拉圭
- 委內瑞拉
- 越南
- 葉門
- 尚比亞
- 辛巴威

以下国家投了反对票：
- 加拿大
- 新西兰
- 美国

以下国家弃权：
- 不丹
- 哥伦比亚
- 奈及利亞
- 俄羅斯
- 萨摩亚
- 乌克兰

缺席：
- 赤道几内亚
- 衣索比亞
- 斐济
- 格瑞那達
- 以色列
- 基里巴斯
- 马绍尔群岛
- 毛里塔尼亚
- 蒙特內哥羅
- 摩洛哥
- 帛琉
- 羅馬尼亞
- 卢旺达
- 圣基茨和尼维斯
- 聖多美和普林西比
- 塞舌尔
- 所罗门群岛
- 多哥
- 乌干达